# إريك كونزي
إريك كونزي (بالإنجليزية: Eric Kunze)‏ هو مغني أمريكي، ولد في 1971 في سان دييغو في الولايات المتحدة.

## وصلات خارجية
- إريك كونزي على موقع قاعدة بيانات برودواي على الإنترنت (الإنجليزية)